# DR 66
A Runa DR 66 ou a Pedra da máscara é uma runa descoberta em Aarhus, Dinamarca. A runa é conhecida por conter um desenho de uma máscara e uma inscrição rúnica em nórdico antigo descrevendo uma batalha entre reis. Não existem evidências suficientes para estabelecer a batalha a que a inscrição se refere, mas a Batalha de Svolder e a Batalha de Helgeån foram propostas como candidatas. A máscara foi explicada pelo Museu de Moesgård como "provavelmente significando proteção contra espirítios malignos".
| Transcrição    | : kunulfR : auk : augutr : auk : aslakR : auk : rulfR : risþu : stin : þansi : eftiR × ful : fela(k)a : sin : : iaR : uarþ (:) ...y-- × tuþr : þo : kunukaR × Barþusk : |
| Transliteração | Gunnulfr ok Eygautr/Auðgautr ok Áslakr ok Hrólfr reistu stein þenna eptir Fúl, félaga sinn, er varð ... dauðr, þá konungar bôrðusk.                                     |
| Tradução       | Gunulv e Øgot e Aslak e Rolf mandaram levantar esta pedra em memória do seu amigo Ful. Ele encontrou a morte... quando os reis lutavam.                                 |